# Mauricio Victorino
Mauricio Bernardo Victorino Dansilio (n. 11 octombrie 1982, Montevideo, Departamentul Montevideo, Uruguay) este un fost jucător de fotbal uruguayan, care a jucat pentru Cruzeiro. A marcat primul gol pentru Universidad de Chile pe 30 august într-un meci împotriva Audax Italiano.
Victorino a jucat în echipa Uruguayului la Campionatul Mondial de Fotbal 2010.